# موگیلایت
موگیلایت (به لاتین: Mogilite) یک منطقهٔ مسکونی در بلغارستان است که در تریاونا واقع شده‌است.